# Liste der Biografien/Rote
Liste der Biografien |
Portal Biografien |
Personensuche
# |
A |
B |
C |
D |
E |
F |
G |
H |
I |
J |
K |
L |
M |
N |
O |
P |
Q |
R |
S |
T |
U |
V |
W |
X |
Y |
Z |
?
 
Ra |
Rb |
Rd |
Re |
Rh |
Ri |
Rj |
Rk |
Rl |
Rm |
Rn |
Ro |
Rr |
Rs |
Rt |
Ru |
Rv |
Rw |
Rx |
Ry |
Rz
 
Roa |
Rob |
Roc |
Rod |
Roe |
Rof |
Rog |
Roh |
Roi |
Roj |
Rok |
Rol |
Rom |
Ron |
Roo |
Rop |
Roq |
Ror |
Ros |
Rot |
Rou |
Rov |
Row |
Rox |
Roy |
Roz 
 
Rota |
Rotb |
Rotc |
Rote |
Rotf |
Rotg |
Roth |
Roti |
Rotk |
Rotl |
Rotm |
Roto |
Rotp |
Rotr |
Rots |
Rott |
Rotu |
Rotw |
Roty |
Rotz 
Die Liste der Biografien führt alle Personen auf, die in der deutschsprachigen Wikipedia einen Artikel haben. Dieses ist eine Teilliste mit 69 Einträgen von Personen, deren Namen mit den Buchstaben „Rote“ beginnt.

## Rote
- Rote Mütze Raphi (* 2002), deutsche Rapperin
- Rote-Linie-Maler, attisch-schwarzfiguriger Vasenmaler

### Roteg
- Rotegård, Tobias (* 2000), norwegischer Basketballspieler

### Rotel
- Rotella, Bob, US-amerikanischer Sportpsychologe und Publizist
- Rotella, John († 2014), US-amerikanischer Jazz- und Studiomusiker (Holzblasinstrumente) und Songwriter
- Rotella, Mimmo (1918–2006), italienischer Künstler
- Rotelli, Luigi (1833–1891), Kurienkardinal der römisch-katholischen Kirche

### Rotem
- Rotem, David (1949–2015), israelischer Politiker
- Rotem, J. R. (* 1975), südafrikanischer MusikproduzentJ. R. Rotem (* 1975)

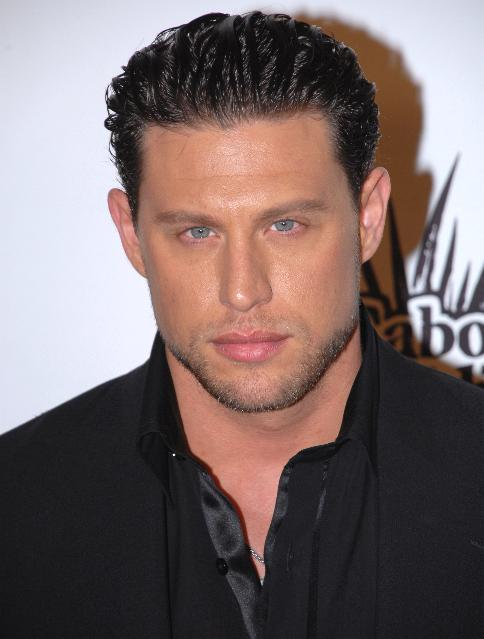
J. R. Rotem (* 1975)

- Rotem, Simcha (1924–2018), polnischer Angehöriger des jüdischen Untergrunds in Warschau, Chefkurier der Jewish Fighting Organization
- Rotem, Yuval (* 1959), israelischer Diplomat

### Roten
- Roten, Iris von (1917–1990), Schweizer Juristin, Journalistin und Frauenrechtlerin
- Roten, Karin (* 1976), Schweizer Skirennläuferin
- Roten, Leo Luzian von (1824–1898), Schweizer Politiker (katholisch-konservativ), Redaktor und Dichter
- Roten, Mathias (1979–2008), Schweizer Gleitschirmpilot
- Roten, Michèle (* 1979), Schweizer Journalistin und Autorin
- Roten, Moritz Fabian (1783–1843), Schweizer römisch-katholischer Geistlicher und Bischof von Sitten
- Roten, Peter von (1916–1991), Schweizer Richter, Politiker und Frauenrechtler
- Rötenbeck, Georg Paul (1648–1710), Philosoph und Professor der Politik
- Rotenberg, Arkadi Romanowitsch (* 1951), russischer Unternehmer und OligarchArkadi Romanowitsch Rotenberg (* 1951)

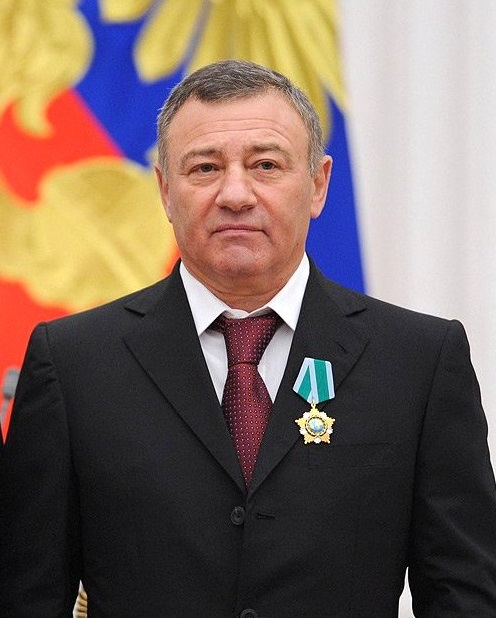
Arkadi Romanowitsch Rotenberg (* 1951)

- Rotenberg, Boris (* 1986), finnischer Fußballspieler
- Rotenberg, Boris Romanowitsch (* 1957), russischer Unternehmer
- Rotenberg, Eli, US-amerikanischer Physiker
- Rotenberg, Jewsei Iossifowitsch (1920–2011), sowjetischer bzw. russischer Kunsthistoriker und Autor
- Rotenberg, Stella (1916–2013), deutschsprachige Schriftstellerin und Lyrikerin
- Rotenberger, Heinrich, Glockengießer
- Rotenbucher, Erasmus, Mitverweser des Aegidianum und Musikkenner
- Rotenburger, Leopold († 1653), deutsch-österreichischer Orgelbauer
- Rotenburger, Mathias (1600–1668), österreichischer Orgelbauer
- Rotenburger, Paul (1598–1661), deutscher Orgelbauer
- Rotenfels, Nikolaus (1404–1475), deutscher Geistlicher, Domherr in Meißen und Naumburg
- Rotenhan, Anton von († 1459), deutscher römisch-katholischer Bischof von Bamberg
- Rotenhan, Christoph von († 1436), Bischof von Lebus
- Rotenhan, Eleonore von (* 1939), deutsche Sozialwirtin und evangelische Kirchentagspräsidentin
- Rotenhan, Friedrich Christoph Philipp von (1749–1798), deutscher Oberamtmann und Beamter
- Rotenhan, Georg von (1831–1914), deutscher Politiker
- Rotenhan, Georg Wolfgang von (1615–1695), deutscher Oberamtmann und Beamter
- Rotenhan, Heinrich Hartmann von (1671–1736), deutscher Domherr und Beamter
- Rotenhan, Hermann von (1800–1858), bayerischer Landtagspräsident
- Rotenhan, Joachim Ignatz von (1662–1736), deutscher Oberamtmann und Beamter
- Rotenhan, Julius von (1805–1882), königlich bayerischer Regierungsbeamter und Politiker
- Rotenhan, Sebastian von († 1534), deutscher Ritter, Kartograf und Humanist
- Rotenhan, Sebastian von (1949–2022), deutscher Politiker (CSU), MdL
- Rotenhan, Wolfram Freiherr von (1887–1950), Generalsekretär des Deutschen Roten Kreuzes
- Rotenhan, Wolfram von (1845–1912), deutscher Diplomat
- Rotenstein, Gottfried von (* 1742), Apotheker und Reiseschriftsteller
- Rotenstreich, Ephraim Fischel (1882–1938), polnischer zionistischer Politiker
- Rotenstreich, Nathan (1914–1993), israelischer Philosoph

### Roter
- Roter, Mariusz (* 1972), polnischer Poolbillardspieler
- Roter, Simon († 1595), Bürgermeister der Altstadt Brandenburg
- Roterberg, August (1867–1928), deutschamerikanischer Zauberkünstler
- Roterfeld, Aaron, österreichischer Musiker
- Rotermund, Carl (1889–1976), deutscher Architekt
- Rotermund, Elfriede (1884–1966), deutsche Schriftstellerin und Lehrerin
- Rotermund, Erwin (1932–2018), deutscher Literaturwissenschaftler und Hochschullehrer
- Rotermund, Gerda (1902–1982), deutsche Malerin und Grafikerin
- Rotermund, Güzlav von (1535–1603), deutscher Amtshauptmann und Fürstlicher Rat im Herzogtum Pommern
- Rotermund, Heinrich Wilhelm (1761–1848), deutscher Pastor und Lexikograf
- Rotermund, Julius (1826–1859), deutscher Maler
- Rotermund, Sascha (* 1974), deutscher Schauspieler und SynchronsprecherSascha Rotermund (* 1974)

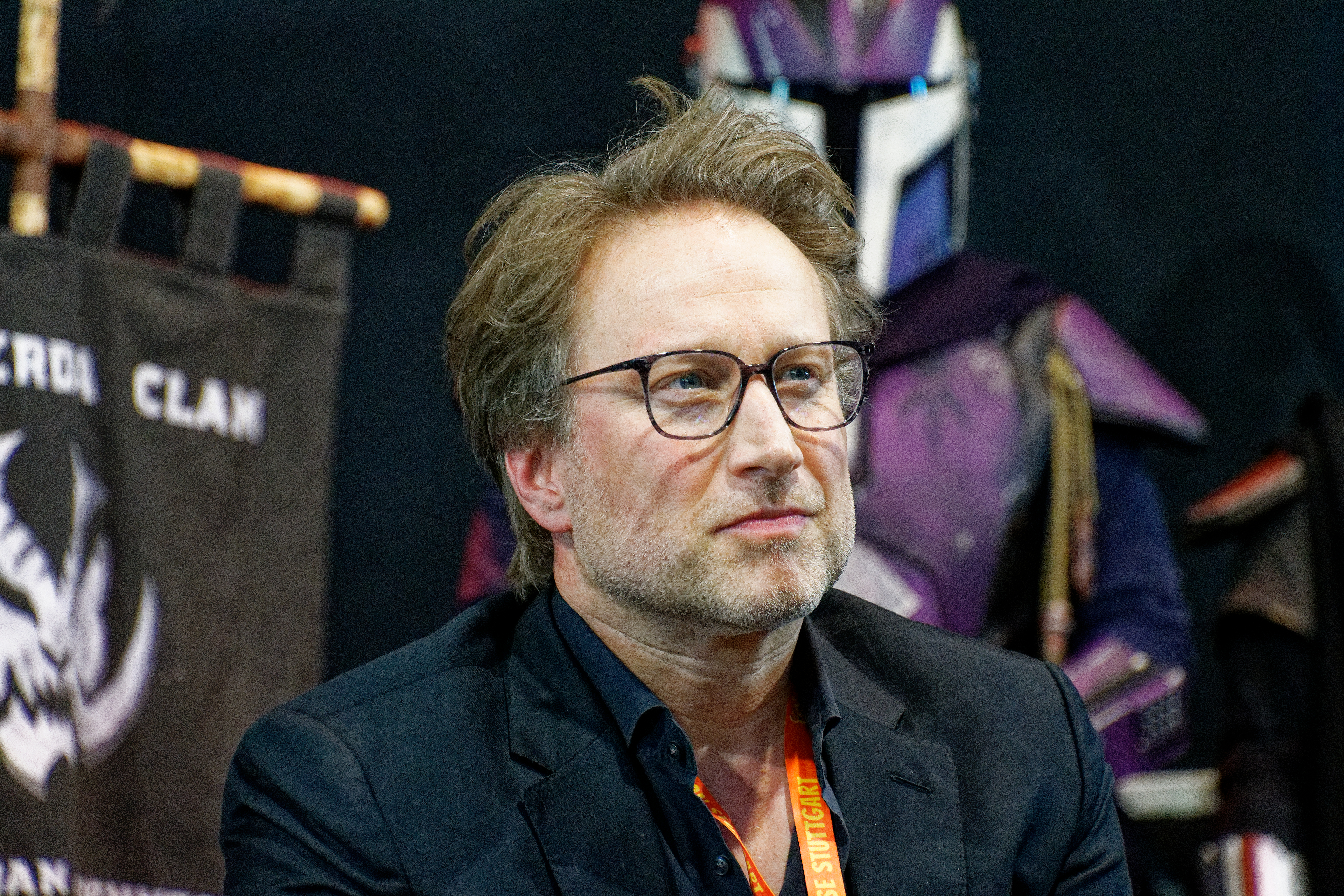
Sascha Rotermund (* 1974)

- Rotermundt, Joseph Alois (1798–1852), bayerischer Geistlicher und Theologe
- Rotermundt, Lorenz (1798–1845), deutscher Architekt und Bildhauer
- Roters, Eberhard (1929–1994), deutscher Kunsthistoriker, Gründungsdirektor der Berlinischen Galerie
- Roters, Ernst (1892–1961), deutscher Komponist und Filmkomponist
- Roters, Jürgen (* 1949), deutscher Jurist, Oberbürgermeister von Köln
- Roters, Wolfgang (* 1947), deutscher Jurist und Ministerialbeamter
- Rotert, Michael (* 1950), deutscher Wirtschaftsingenieur, Unternehmer und Internetpionier

### Rotev
- Rotevatn, Sveinung (* 1987), norwegischer Politiker
- Rotevatn, Sverre (* 1977), norwegischer Nordischer Kombinierer